# Ružiná
Ružiná (węg. Rózsaszállás, do 1899 Rózsa-Lehota) – wieś (obec) na Słowacji położona w kraju bańskobystrzyckim, w powiecie Łuczeniec. Pierwsze wzmianki o miejscowości pochodzą z roku 1499. 
Według danych z dnia 31 grudnia 2012, wieś zamieszkiwało 870 osób, w tym 441 kobiet i 429 mężczyzn.
W 2001 roku rozkład populacji względem narodowości i przynależności etnicznej wyglądał następująco:
- Słowacy – 99,42%
- Czesi – 0,23%
- Węgrzy – 0,23%

Ze względu na wyznawaną religię struktura mieszkańców kształtowała się w 2001 roku następująco:
- Katolicy rzymscy – 94,75%
- Ewangelicy – 2,57%
- Ateiści – 2,1%
- Nie podano – 0,47%